# Anischnansis burtti
Anischnansis burtti är en insektsart som först beskrevs av Boris Petrovich Uvarov 1941.  Anischnansis burtti ingår i släktet Anischnansis och familjen gräshoppor. Inga underarter finns listade i Catalogue of Life.